# Peter Kmec
Peter Kmec (ur. 11 listopada 1966 w Nitrze) – słowacki dyplomata i polityk, poseł do Rady Narodowej, od 2023 wicepremier.

## Życiorys
W 1990 ukończył studia w Moskiewskim Państwowym Instytucie Stosunków Międzynarodowych, nostryfikował następnie dyplom na Uniwersytecie Komeńskiego w Bratysławie. W 1991 podjął pracę w czechosłowackim ministerstwie spraw zagranicznych. W 1992 był doradcą do spraw polityki zagranicznej w jednej z izb federalnego parlamentu. Od 1993 związany ze słowackim MSZ, pełnił funkcje wicedyrektora (1999–2000) i dyrektora (2005–2007) biura ministra, a także zastępcy ambasadora w Izraelu (2000–2003) i USA (2003–2005). W latach 2007–2012 był ambasadorem w Szwecji. W 2012 został ambasadorem w Stanach Zjednoczonych, placówką ta kierował do 2018.
Po zakończeniu misji dyplomatycznej pełnił funkcję doradcy premiera Petera Pellegriniego (2018–2020). W wyborach w 2020 z ramienia partii SMER uzyskał mandat deputowanego do Rady Narodowej. W czerwcu tegoż roku opuścił frakcję wraz z grupą stronników Petera Pellegriniego. Współtworzył następnie wraz z nim nową formację pod nazwą Głos – Socjalna Demokracja. Z jej ramienia w 2023 z powodzeniem ubiegał się o poselską reelekcję.
W październiku 2023 objął urząd wicepremiera ds. planu odbudowy oraz funduszy europejskich w czwartym rządzie Roberta Ficy.